# Pierwszy rząd Hansa Luthera

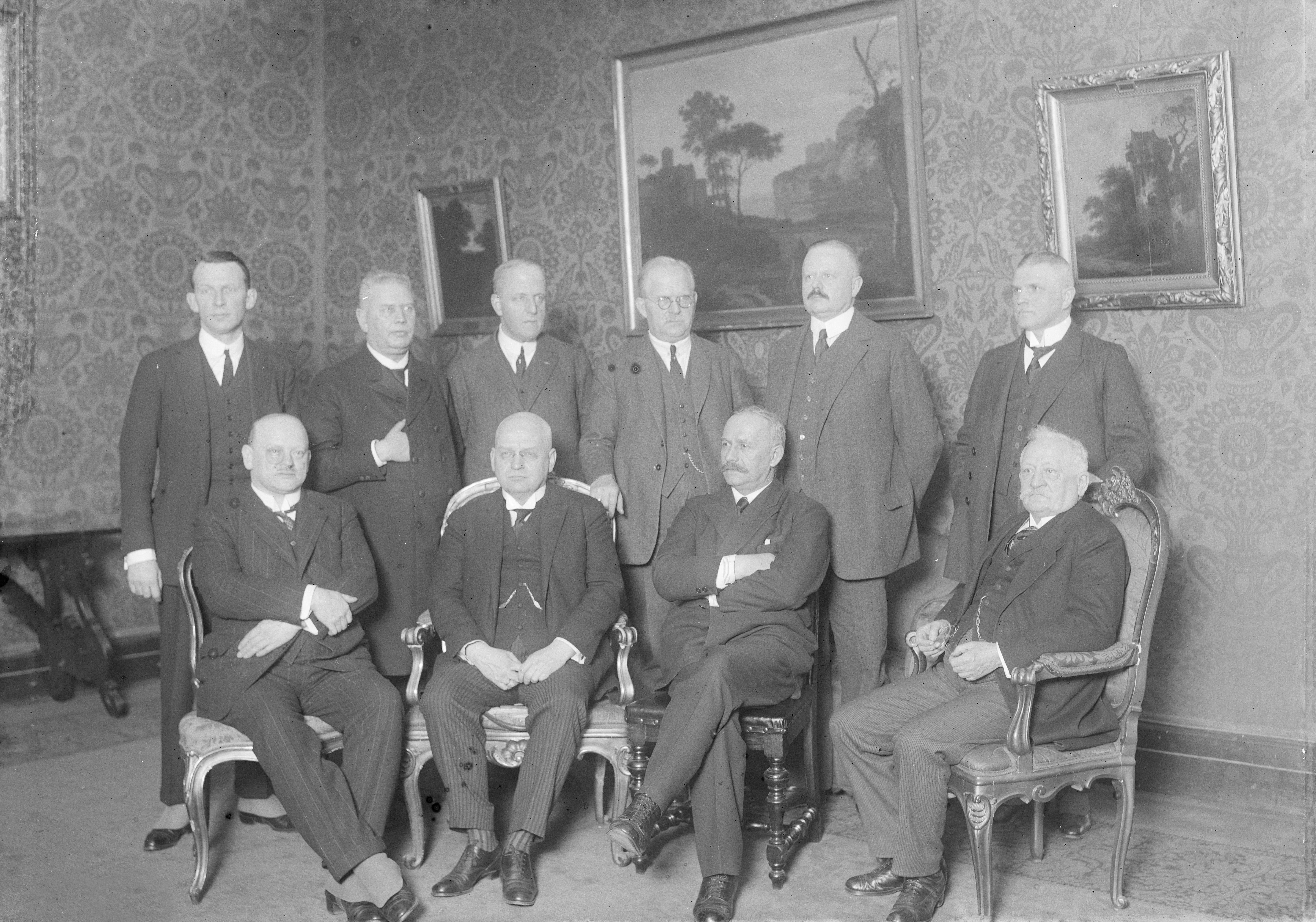
Członkowie rządu

 Pierwszy rząd Hansa Luthera – 16 stycznia 1925 – 20 stycznia 1926.
| Funkcja                                    | Imię i nazwisko                                                                       | Partia              |
| ------------------------------------------ | ------------------------------------------------------------------------------------- | ------------------- |
| Reichskanzler - Kanclerz Rzeszy            | Hans Luther                                                                           | bezpartyjny         |
| Minister spraw zagranicznych               | Gustav Stresemann                                                                     | DVP                 |
| Minister spraw wewnętrznych                | Martin Schiele (do 29 października 1925) Otto Geßler                                  | DNVP DDP            |
| Minister sprawiedliwości                   | Josef Frenken (do 21 listopada 1925) Hans Luther                                      | Zentrum bezpartyjny |
| Minister finansów                          | Otto von Schlieben (do 29 października 1925) Hans Luther                              | DNVP bezpartyjny    |
| Minister gospodarki                        | Albert Neuhaus (do 29 października 1925) Rudolf Krohne                                | DNVP DVP            |
| Minister polityki żywnościowej i rolnictwa | Gerhard Graf von Kanitz                                                               | bezpartyjny         |
| Minister pracy                             | Heinrich Brauns                                                                       | Zentrum             |
| Minister obrony                            | Otto Geßler                                                                           | DDP                 |
| Minister transportu                        | Rudolf Krohne                                                                         | DVP                 |
| Minister poczty                            | Karl Stingl                                                                           | BVP                 |
| Minister do spraw terytoriów okupowanych   | Hans Luther (do 19 stycznia 1925) Josef Frenken (do 21 listopada 1925 Heinrich Brauns | bezpartyjny Zentrum |